# Lista de ordens de fungos
Este artigo lista as Ordens de Fungi.

## Filo Ascomycota
Esta secção lista as ordens de Fungi no filo Ascomycota.

### Classe Neolectomycetes
Esta secção lista ordens de Fungi na Classe Neolectomycetes.
- Ordem Neolectales

### Classe Pneumocystidomycetes
Esta secção lista ordens de Fungi na Classe Pneumocystidomycetes.
- Ordem Pneumocystidales

### Classe Schizosaccharomycetes
Esta secção lista ordens de Fungi na Classe Schizosaccharomycetes.
- Ordem Schizosaccharomycetales

### Classe Taphrinomycetes
Esta secção lista ordens de Fungi na Classe Taphrinomycetes.
- Ordem Protomycetales
- Ordem Taphrinales
- Ordem Coryneliales
- Ordem Medeolariales
- Ordem Mycocaliciales
- Ordem Pyrenulales
- Ordem Sirodesmium

### Subfilo Pezizomycotina
Esta secção lista ordens de Fungi no subfilo Pezizomycotina.

#### Classe Arthoniomycetes
Esta secção lista ordens de Fungi na Classe Arthoniomycetes.
- Ordem Arthoniales

#### Classe Dothideomycetes
Esta secção lista ordens de Fungi na Classe Dothideomycetes.
- Ordem Botryosphaeriales
- Ordem Capnodiales
- Ordem Dothideales
- Ordem Hysteriales
- Ordem Jahnulales
- Ordem Microthyriales
- Ordem Myriangiales
- Ordem Mytilinidiales
- Ordem Patellariales
- Ordem Pleosporales
- Ordem Trypetheliales

#### Classe Geoglossomycetes
- Ordem Geoglossales

#### Classe Eurotiomycetes
Esta secção lista ordens de Fungi na Classe Eurotiomycetes.
- Ordem Chaetothyriales
- Ordem Verrucariales
- Ordem Arachnomycetales
- Ordem Eurotiales
- Ordem Onygenales

#### Classe Laboulbeniomycetes
Esta secção lista ordens de Fungi na Classe Laboulbeniomycetes.
- Ordem Laboulbeniales

#### Classe Lecanoromycetes
Esta secção lista ordens de Fungi na Classe Lecanoromycetes.

##### subclasse Acarosporomycetidae
Esta secção lista ordens de Fungi na subclasse Acarosporomycetidae.
- Ordem Acarosporales

##### subclasse Lecanoromycetidae
Esta secção lista ordens de Fungi na subclasse Lecanoromycetidae.
- Ordem Lecanorales
- Ordem Peltigerales

##### subclasse Ostropomycetidae
Esta secção lista ordens de Fungi na subclasse Ostropomycetidae.
- Ordem Agyriales
- Ordem Gyalectales
- Ordem Ostropales
- Ordem Pertusariales
- Ordem Trichotheliales

#### Classe Leotiomycetes
Esta secção lista ordens de Fungi na Classe Leotiomycetes.
- Ordem Helotiales

#### Classe Lichinomycetes
Esta secção lista ordens de Fungi na Classe Lichinomycetes.
- Ordem Lichinales

#### Classe Orbiliomycetes
Esta secção lista ordens de Fungi na Classe Orbiliomycetes.
- Ordem Orbiliales

#### Classe Pezizomycetes
Esta secção lista ordens de Fungi na Classe Pezizomycetes.
- Ordem Pezizales

#### Classe Sordariomycetes
Esta secção lista ordens de Fungi na Classe Sordariomycetes.
- Ordem Calosphaeriales
- Ordem Lulworthiales
- Ordem Meliolales
- Ordem Phyllachorales
- Ordem Trichosphaeriales

##### subclasse Hypocreomycetidae
Esta secção lista ordens de Fungi na subclasse Hypocreomycetidae.
- Ordem Coronophorales
- Ordem Halosphaeriales
- Ordem Hypocreales
- Ordem Microascales

##### subclasse Sordariomycetidae
Esta secção lista ordens de Fungi na subclasse Sordariomycetidae.
- Ordem Boliniales
- Ordem Chaetosphaeriales
- Ordem Coniochaetales
- Ordem Diaporthales
- Ordem Ophiostomatales
- Ordem Sordariales
- Ordem Spathulosporales

##### subclasse Xylariomycetidae
Esta secção lista ordens de Fungi na subclasse Xylariomycetidae.
- Ordem Xylariales

### Subfilo Saccharomycotina
Esta secção lista ordens de Fungi no subfilo Saccharomycotina.

#### Classe Saccharomycetes
Esta secção lista ordens de Fungi na Classe Saccharomycetes.
- Ordem Saccharomycetales

## filo Basidiomycota
Esta secção lista ordens de Fungi no filo Basidiomycota.

### Classe Heterobasidiomycetes
Esta secção lista ordens de Fungi na Classe Heterobasidiomycetes.

#### subclasse Heterobasidiomycetidae
Esta secção lista ordens de Fungi na subclasse Heterobasidiomycetidae.
- Ordem Auriculariales
- Ordem Dacrymycetales
- Ordem Sebacinales

#### subclasse Tremellomycetidae
Esta secção lista ordens de Fungi na subclasse Tremellomycetidae.
- Ordem Christianseniales
- Ordem Cystdeilobasidiales
- Ordem Filobasidiales
- Ordem Tremellales
- Ordem Trichosporonales

### Classe Homobasidiomycetes
Esta secção lista ordens de Fungi na Classe Agaricomycetes.
- Ordem Agaricales
- Ordem Aphyllophorales
- Ordem Boletales
- Ordem Cantharellales
- Ordem Ceratobasidiales
- Ordem Gautieriales
- Ordem Geastrales
- Ordem Hericiales
- Ordem Hymenochaetales
- Ordem Hymenogastrales
- Ordem Lycoperdales
- Ordem Nidulariales
- Ordem Phallales
- Ordem Stereales
- Ordem Thelephorales
- Ordem Tulasnellales
- Ordem Tulostomatales

### Classe Urediniomycetes
Esta secção lista ordens de Fungi na Classe Urediniomycetes.
- Ordem Atractiellales

#### subclasse Agaricostilbomycetidae
Esta secção lista ordens de Fungi na subclasse Agaricostilbomycetidae.
- Ordem Agaricostilbales

#### subclasse Microbotryomycetidae
Esta secção lista ordens de Fungi na subclasse Microbotryomycetidae.
- Ordem Cryptomycocolacales
- Ordem Heterogastridiales
- Ordem Leucosporidiales
- Ordem Microbotryales
- Ordem Sporidiobolales

#### subclasse Urediniomycetidae
Esta secção lista the ordens de Fungi na subclasse Urediniomycetidae.
- Ordem Classeiculales
- Ordem Cystobasidiales
- Ordem Platygloeales
- Ordem Septobasidiales
- Ordem Uredinales

### Classe Ustilaginomycetes
Esta secção lista ordens de Fungi na Classe Ustilaginomycetes.

#### subclasse Entorrhizomycetidae
Esta secção lista ordens de Fungi na subclasse Entorrhizomycetidae.
- Ordem Entorrhizales

#### subclasse Exobasidiomycetidae
Esta secção lista ordens de Fungi na subclasse Exobasidiomycetidae.
- Ordem Doassansiales
- Ordem Entylomatales
- Ordem Exobasidiales
- Ordem Georgefischeriales
- Ordem Malasseziales
- Ordem Microstromatales
- Ordem Tilletiales

#### subclasse Ustilaginomycetidae
Esta secção lista ordens de Fungi na subclasse Ustilaginomycetidae.
- Ordem Urocystales
- Ordem Ustilaginales

## filo Chytridiomycota
Esta secção lista ordens de Fungi no filo Chytridiomycota.
- Ordem Blastocladiales
- Ordem Chytridiales
- Ordem Monoblepharidales
- Ordem Neocallimastigales
- Ordem Spizellomycetales

## filo Glomeromycota
Esta secção lista ordens de Fungi no filo Glomeromycota.

### Classe Glomeromycetes
Esta secção lista ordens de Fungi na Classe Glomeromycetes.
- Ordem Archaeosporales
- Ordem Diversisporales
- Ordem Glomerales
- Ordem Paraglomerales

## filo Zygomycota
Esta secção lista ordens de Fungi no filo Zygomycota.

### Classe Trichomycetes
Esta secção lista ordens de Fungi na Classe Trichomycetes.
- Ordem Harpellales

### Classe Zygomycetes
Esta secção lista ordens de Fungi na Classe Zygomycetes.
- Ordem Dimargaritales
- Ordem Endogonales
- Ordem Entomophthorales
- Ordem Kickxellales
- Ordem Mortierellales
- Ordem Mucorales
- Ordem Zoopagales